# Augustenborgstien
Augustenborgstien er en 7 km lang sti som forbinder flere naturområder omkring Augustenborg. Stien begynder ved Augustenborg Slot hvor man først går igennem slotsparken og Augustenborg Skov og fortsætter ruten langs  Augustenborg Fjord og ender ved golfklubben i det smukke naturområde ved Mjang Dam.
Augustenborg Slot er opkaldt efter Augusta af Slesvig-Holsten-Sønderborg-Glücksborg, og slottet gav navn til hertugslægten Slesvig-Holsten-Sønderborg-Augustenborg, der ejede området i flere hundrede år. Slottet tilhører den danske stat og blev anvendt som psykiatrisk hospital fra 1932 til 2015. 2016 opretter NaturErhvervstyrelsen en afdeling på slottet.
Slotsparken parallelt med Augustenborg Fjord har mange gamle og sjældne træer. Særlig kendt er det 200 år gamle  H.C. Andersens Lind lindetræ, hvor  H. C. Andersen sad på en bænk og digtede.
Augustenborg Skov en del af den barokhave, der lå vest for Augustenborg Slot i 1700-tallet. Den varierede skov med mange gamle træer og dødt ved er et artsrigt fugleområde, som giver gode livsbetingelser for hulrugende fugle som korttået træløber,  huldue, spætmejse og stor flagspætte. Til stor skallesluger er der opsat redekasser. Ravnen har været fast beboer gennem mange år. I skovbunden findes spiselige laksebær, som er en nordvestamerikansk hindbærart, der sandsynligvis stammer fra den gamle barokhave. Laksebær betragtes i dag som en invasiv art. Om foråret er skovbunden dækket af en rig flora af hvide og gule anemoner, Almindelig Bingelurt, Vorterod, Almindelig Guldnælde, Stor Fladstjerne og Skovmærke.
Lillehav og den inderste del af Augustenborg Fjord er vildreservat. I vinterhalvåret kan man opleve store flokke af troldænder, taffelænder  og enkelte bjergænder.
Bro Vold er en befæstet bebyggelse fra overgangen mellem vikingetiden og den tidlige middelalder omkring år 1220. Befæstningen har fungeret som vejspærring ved et vigtigt vadested og som handelsplads i sommerhalvåret. Dengang var det muligt at sejle ind til Bro Vold fra Augustenborg Fjord gennem Lillehav og Nydam.
Mjang Dam et 88 hektar stort mose-, eng- og søområde, og er et af de fineste fugleområder på Als. Det er et meget talrigt fugleliv, der især er karakteriseret ved arter, der har tilpasset sig rørskoven.  
Mod nord grænser engene ved Mjang Dam op til Sønderborg Golfklubs baner.

## Ekstern henvisning og kilde
- naturstyrelsen.dk/

|  | Denne artikel om lokaliteten Augustenborgstien kan blive bedre, hvis der indsættes et (bedre) billede. Du kan hjælpe ved at afsøge Wikimedia Commons for et passende billede eller lægge et op på Wikimedia Commons med en af de tilladte licenser og indsætte det i artiklen. |

54°56′50″N 9°52′47″Ø / 54.9471°N 9.8797°Ø